# دوشان فيميتش
دوشان فيميتش (بالصربية: Душан Вемић)‏ هو لاعب كرة مضرب صربي.

## وصلات خارجية
- دوشان فيميتش على موقع رابطة محترفي التنس (الإنجليزية)
- دوشان فيميتش على موقع الاتحاد الدولي لكرة المضرب (الإنجليزية)
- دوشان فيميتش على موقع كأس ديفيز (الإنجليزية)
- دوشان فيميتش على موقع خلاصة التنس.كوم (الإنجليزية)
- دوشان فيميتش على موقع أوليمبيديا (الإنجليزية)